# 810 pr. n. št.

## Smrti
- Šamši-Adad V., kralj Asirije (* 860 - 855 pr. n. št.)